# Invasión estadounidense de Panamá
La invasión estadounidense de Panamá de 1989, denominada en código militar Operación Causa Justa (en inglés: Operation Just Cause), fue una acción militar del Ejército de los Estados Unidos llevada a cabo entre el 20 de diciembre de 1989 y el 31 de enero de 1990. Se realizó durante el gobierno del presidente de Estados Unidos George H. W. Bush, en las ciudades de Panamá y Colón. El 15 de diciembre de 1989 Panamá, bajo la dictadura del general Manuel Noriega, se declaró en estado de guerra contra Estados Unidos. La invasión concluyó a fines de enero de 1990 con la rendición de Noriega. Las Fuerzas de Defensa de Panamá (FDP) fueron disueltas y el presidente electo Guillermo Endara asumió el cargo. El propósito declarado de la invasión estadounidense era derrocar al gobernante de facto de Panamá, el general Manuel Noriega, quien era buscado por las autoridades estadounidenses por crimen organizado y tráfico de drogas. 
Noriega, antiguo colaborador de la Agencia Central de Inteligencia (CIA), consolidó su poder para convertirse en el dictador de facto de Panamá a principios de la década de 1980. A mediados de la década de 1980, las relaciones entre Noriega y los EE. UU. comenzaron a deteriorarse debido al asesinato de Hugo Spadafora y la destitución del presidente Nicolás Ardito Barletta. Sus actividades criminales y su asociación con otras agencias de espionaje salieron a la luz, y en 1988 fue acusado por grandes jurados federales norteamericanos por varios cargos relacionados con las drogas. Las negociaciones para buscar su renuncia, que comenzaron bajo la presidencia de Ronald Reagan, finalmente no tuvieron éxito. En 1989, Noriega anuló los resultados de las elecciones generales panameñas, que habían sido ganadas por el candidato de la oposición Guillermo Endara. El presidente Bush respondió reforzando la guarnición estadounidense en la Zona del Canal. Después de que un oficial de la Marina de los EE. UU. muriera a tiros en un control de carretera de las FDP, Bush autorizó la ejecución del plan de invasión de Panamá.
El 20 de diciembre comenzó la invasión estadounidense a Panamá. Las fuerzas panameñas fueron rápidamente superadas, aunque las operaciones continuaron durante varias semanas. Endara juró como presidente poco después del inicio de la invasión. Noriega eludió la captura durante varios días antes de buscar refugio en la misión diplomática de la Santa Sede en la Ciudad de Panamá. Se entregó el 3 de enero de 1990 y luego fue trasladado a los EE. UU., donde fue juzgado, declarado culpable y sentenciado a 40 años de prisión. Murió en 2017.
El Pentágono estimó que 516 panameños murieron durante la invasión, incluidos 314 soldados y 202 civiles. Un total de 23 soldados estadounidenses y 3 civiles estadounidenses murieron. Otras fuentes señalan que hubo más víctimas y que el número real se desconoce. Human Rights Watch describió la reacción de la población civil panameña a la invasión como "generalmente comprensiva". La Asamblea General de las Naciones Unidas, la Organización de los Estados Americanos y el Parlamento Europeo condenaron la invasión como una violación del derecho internacional. La invasión estadounidense de Panamá puede verse como un raro ejemplo de democratización mediante un cambio de régimen impuesto desde el extranjero que fue eficaz a largo plazo.
El día de la invasión fue declarado día de duelo nacional en Panamá en 2022.

## Antecedentes

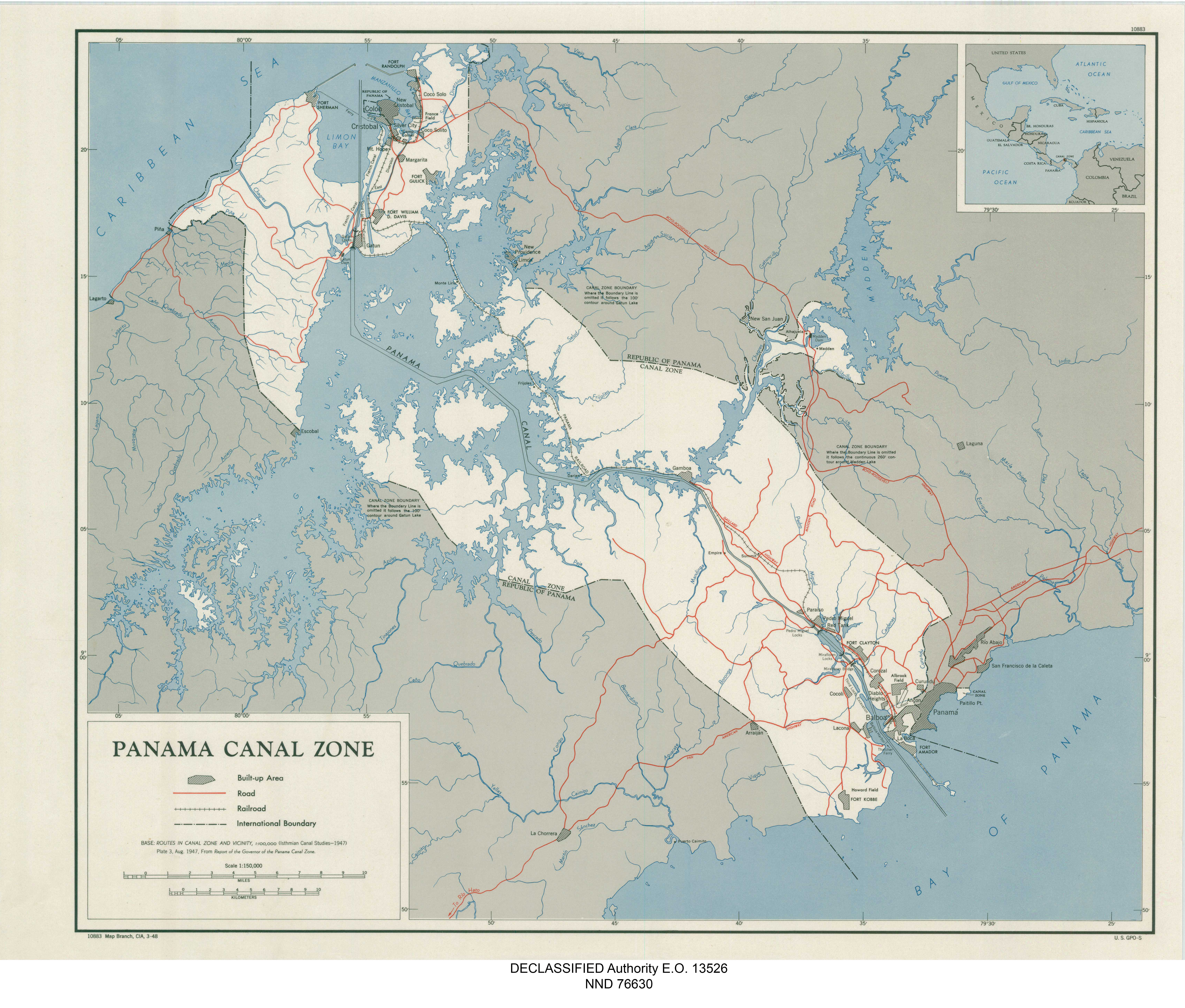
Zona del Canal de Panamá, ocupada por soldados y ciudadanos de EE. UU. entre 1903 y 1979.

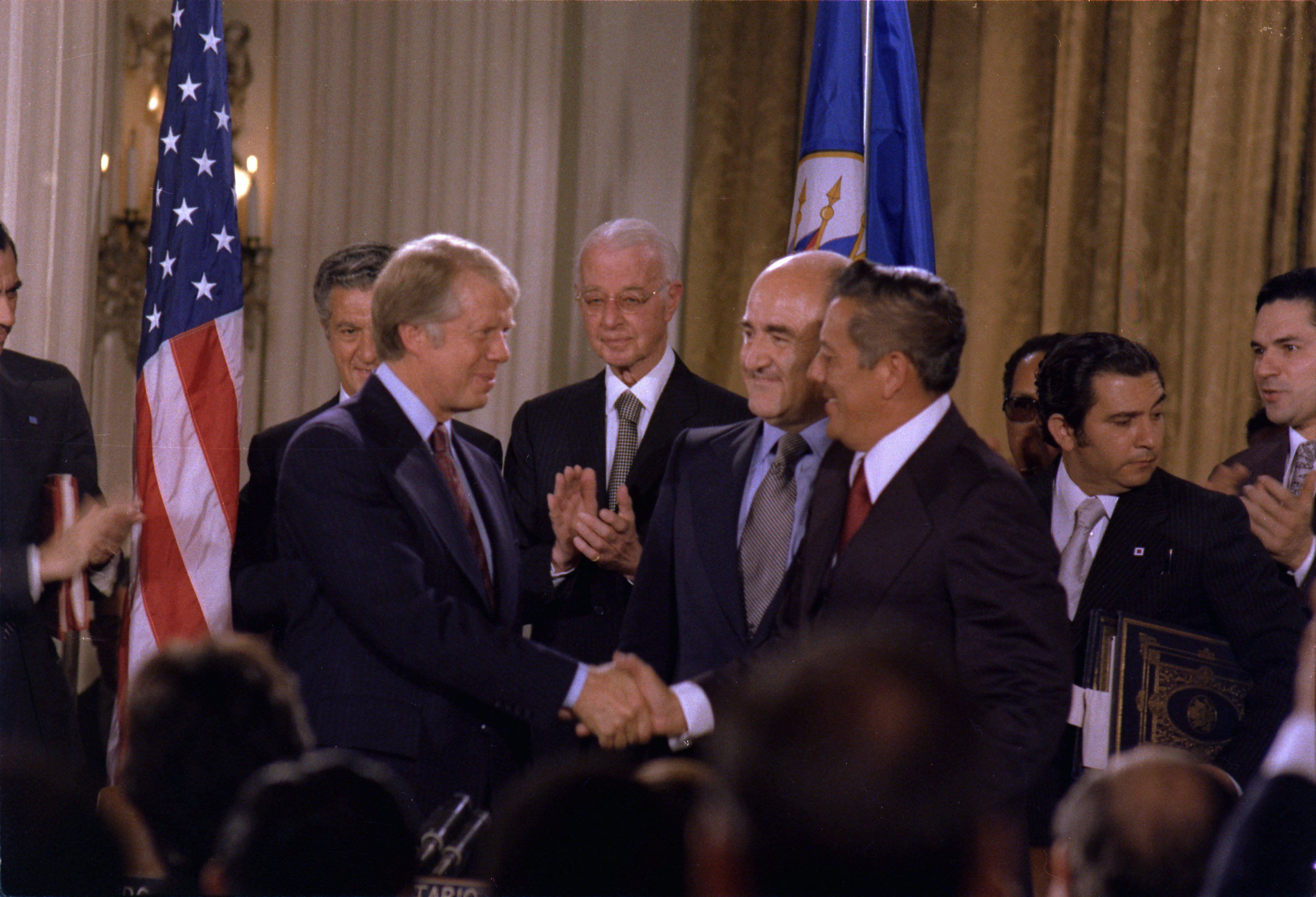
El presidente estadounidense Jimmy Carter y el jefe del gobierno panameño Omar Torrijos después de firmar los Tratados Torrijos-Carter de 1977.

El viernes 11 de octubre de 1968, los mandos de la Guardia Nacional, encabezados por el mayor Boris Martínez y el teniente coronel Omar Torrijos, dirigieron un golpe de Estado derrocando al entonces presidente electo y constitucional Arnulfo Arias Madrid, que había tomado posesión tan solo 11 días antes. Este evento dio inicio a una dictadura militar liderada por una junta provisional de gobierno que duró hasta 1969, cuando asumió el cargo de comandante en jefe el general de brigada Omar Torrijos Herrera. En 1972 fueron elegidos, por votación popular directa, 505 constituyentes, que redactaron la Carta Magna de ese año y eligieron a Demetrio Basilio Lakas como presidente de la República y al general Omar Torrijos como jefe de Gobierno. Como un objetivo político del gobierno, se negoció un nuevo tratado del canal de Panamá, que reemplazó al modelo negociado en los años 1960 por medio del Tratado Johnson-Robles y derogaron el Tratado Hay-Bunau Varilla de 1903.
El 7 de septiembre de 1977, el presidente estadounidense Jimmy Carter y el líder de facto de Panamá, el general Omar Torrijos Herrera, firmaron los Tratados Torrijos-Carter, en cuyas cláusulas principales los Estados Unidos acordaron la devolución de los territorios administrados, el control de la operación del canal, el cierre de las bases militares y la salida de todos los soldados estadounidenses de Panamá. El tratado Torrijos–Carter acordaba un calendario para la transición de todos los aspectos referentes al canal de Panamá antes del año 2000. Sin embargo, condicionaba la defensa del canal de manera conjunta, a través de un tratado adicional, dando la posibilidad de intervenir militarmente en Panamá si la operación del canal se viese comprometida. Múltiples sectores en los EEUU, especialmente del Partido Republicano estaban descontentos con esos tratados firmados por el presidente Carter.
En 1981 Torrijos murió en un accidente aéreo cuyas causas no quedaron claras, y dos años más tarde, en 1983, el general Manuel Antonio Noriega asumió el cargo de Comandante en Jefe de la Guardia Nacional de Panamá, quien estuvo muchos años como G2 o Jefe de la Inteligencia Militar panameña y se le identificaba como estrecho colaborador de la CIA. Estados Unidos tenía relaciones desde hace tiempo con el sucesor de Torrijos, el general Manuel Noriega, quien sirvió como activo de inteligencia estadounidense e informante pagado por la Agencia Central de Inteligencia (CIA) desde 1967, incluido el período en que George HW Bush fue director de la agencia (1976-77).
Noriega se había aliado con los EE. UU. en lugar de la Unión Soviética en América Central, en particular al sabotear las fuerzas del gobierno sandinista en Nicaragua y los revolucionarios del Frente Farabundo Martí para la Liberación Nacional (FMLN) en El Salvador. Noriega recibió más de 100.000 dólares por año desde la década de 1960 hasta la década de 1980, cuando su salario se incrementó a 200.000 $ por año. Aunque trabajó con la Administración de Control de Drogas (DEA) para restringir los envíos ilegales de drogas, Noriega era conocido por aceptar simultáneamente dinero de los traficantes de drogas y facilitar el lavado de dinero de la droga. Estos traficantes de drogas recibieron protección de las investigaciones de la DEA debido a la relación especial de Noriega con la CIA.
En las elecciones presidenciales de 1984, las primeras por voto popular desde el inicio de la dictadura militar de 1968, fue declarado vencedor Nicolás Ardito Barletta a pesar del clamor popular de fraude electoral. En tanto, en Estados Unidos, el senador Jesse Helms exigió que el gobierno estadounidense tomara las medidas necesarias para sacar a Noriega, pero el director de la CIA, William Casey, salió en defensa del general panameño, alegando que este realizaba tareas importantes para el gobierno de los Estados Unidos.
En 1984, las relaciones con los Estados Unidos se deterioraron cuando Noriega exigió y consiguió el cierre de la Escuela de las Américas en territorio panameño. En dicha academia se formaban militares latinoamericanos que recibían instrucción bélica con un marcado contenido político anticomunista por parte del Pentágono. En 1985, Nicolás Arditto Barletta renunció a la presidencia bajo presiones por tratar de esclarecer el atroz crimen de Hugo Spadafora, opositor del dictador, quien en reiteradas ocasiones acusó al general Noriega de diversos delitos, incluidos asesinatos y narcotráfico, siendo reemplazado por el primer vicepresidente Eric Arturo Delvalle. 
En 1986, el presidente estadounidense Ronald Reagan inició negociaciones con Noriega, solicitando que el líder panameño dimitiera después de que sus actividades criminales fueran expuestas públicamente en el periódico The New York Times por el periodista Seymour Hersh. Reagan presionó a Noriega con varias acusaciones relacionadas con las drogas en los tribunales estadounidenses; sin embargo, como las leyes de extradición entre Panamá y los EE. UU. eran débiles, Noriega consideró que esta amenaza no era creíble y no se sometió a las demandas de Reagan. En 1988, Elliott Abrams y otros en el Pentágono comenzaron a presionar para una invasión estadounidense. Reagan se negó debido a los vínculos de Bush con Noriega a través de sus puestos anteriores en la CIA y su impacto potencialmente negativo en la campaña presidencial de Bush. Las negociaciones posteriores implicaron retirar las acusaciones relacionadas con las drogas.
El segundo al mando de las Fuerzas de Defensa, el coronel Roberto Díaz Herrera, fue pasado a retiro en 1986 por órdenes directas del general Noriega. Díaz Herrera hizo declaraciones públicas acusando a Noriega de fraude electoral en 1984, asesinato político y de complicidad en la muerte de Torrijos, lo que generó fuertes protestas entre la población y la creación de un movimiento denominado Cruzada Civilista Nacional. 
Mientras tanto, en Estados Unidos, el Comité de Santa Fe publicaba un nuevo documento de políticas hacia América Latina. En el Documento de Santa Fe II de 1988, “Una estrategia para América Latina en la década de 1990” se lee claramente las propuestas de dicho Comité para Panamá:

La expulsión de Noriega y la celebración de elecciones no serán suficientes para instaurar un régimen democrático en Panamá. Estados Unidos tendrá que centrar su atención en toda la gama de problemas que entraña un régimen democrático: la reforma de las Fuerzas de Defensa Panameñas, el apoyo a un sistema judicial independiente y la restauración de la economía serán los más esenciales”.

En 1988, Eric Del Valle, en su calidad de Presidente de la República, destituyó al general Noriega como Jefe de las Fuerzas de Defensa, quien arremetió con todo el poder del ejército bajo su mando contra la nación panameña, desconociendo a Eric Arturo Del Valle como presidente y a Roderick Esquivel como vicepresidente. Del Valle se refugió en la embajada de Estados Unidos y luego fue trasladado fuera del país. Asumió el control del gobierno Manuel Solís Palma como ministro encargado de la Presidencia. Sin embargo, el embajador de Panamá en Estados Unidos, Juan Sosa, fue reconocido como única autoridad del gobierno panameño en el exilio.
Los Estados Unidos comenzaron un bloqueo abierto contra el gobierno leal a los militares panameños, lo que ocasionó una crisis económica, llegando incluso al congelamiento de los bancos para evitar la fuga de capitales. Durante este tiempo, los Estados Unidos negociaron condiciones para el retiro de Noriega del poder sin obtener resultados. El 7 de mayo de 1989, tuvieron lugar las elecciones presidenciales entre el candidato de la oposición al régimen militar, Guillermo Endara, y el candidato respaldado por el gobierno, Carlos Duque Jaén, resultando vencedor Endara Galimany con un triunfo arrasador. Al presentarse los resultados de la votación, Noriega impartió instrucciones al tribunal electoral para declarar suspendidos los comicios.
El 1 de septiembre, en lugar de asumir la presidencia el vencedor de las elecciones de mayo, fue suspendida la constitución y se designó como encargado del ejecutivo al ingeniero Francisco Rodríguez, allegado a Noriega.

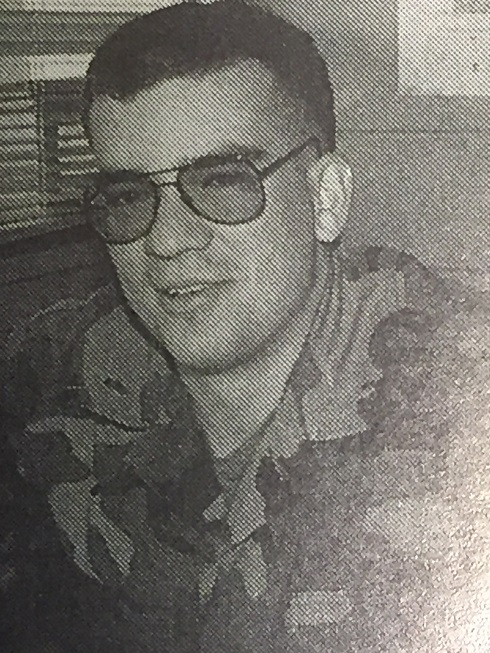
Teniente Roberto Paz del 2.º Batallón, 9.º Marines estadounidenses, muerto en un altercado con las Fuerzas de Defensa de Panamá el 16 de diciembre de 1989.

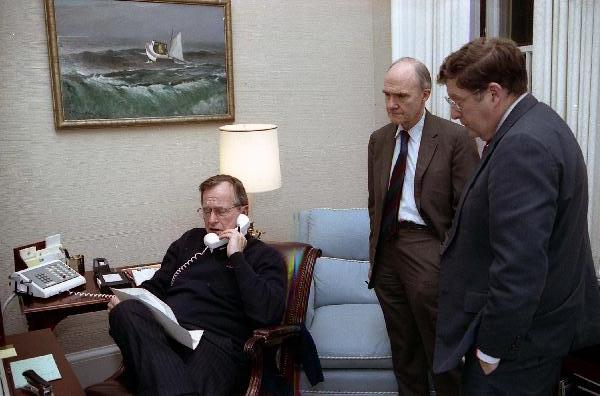
El presidente estadounidense George H. W. Bush hablando por teléfono el 20 de diciembre de 1989.

El 3 de octubre hubo un intento de golpe de Estado en Panamá; fuerzas rebeldes dirigidas por el mayor Moisés Giroldi Vera tomaron el cuartel central y retuvieron a Noriega. Giroldi, jefe de la compañía de fusileros responsable de la seguridad de la Comandancia, ya había abortado un intento golpista contra Noriega y ello le valió ser ascendido al rango de mayor, pero su intento de deponer a Noriega fracasó ya que el helicóptero enviado por las fuerzas armadas de los Estados Unidos no llegó. La situación se tornó más confusa cuando sus compañeros pedían su anuencia para dar muerte a Noriega, lo que dio tiempo para que la rebelión fuera sofocada por fuerzas leales a Noriega. Giroldi y todos los hombres que lo respaldaron en su acción fueron fusilados por instrucciones directas de Noriega.
El 15 de diciembre de 1989, la Asamblea Legislativa otorgó poderes especiales a Noriega designándolo Jefe del Gabinete de Guerra, mientras que declaraba a la República de Panamá en estado de guerra contra los Estados Unidos, luego de dos hechos aislados, que habrían involucrado enfrentamientos entre panameños y estadounidenses 
1. La muerte del teniente Roberto Paz en un incidente con fuerzas panameñas. Paz era un colombiano nacionalizado estadounidense, que se encontraba prestando servicios militares a los Estados Unidos. En el momento del confuso accidente en El Chorrillo, Paz Fisher no se encontraba en servicio; según residentes que presenciaron el hecho, Paz se enfrentó verbalmente a batalloneros y se encontraba armado junto con otros compañeros, también militares. [Paz Fisher] “se portó un poco irreverente con ellos, luego empujaron al teniente y después un disparo que le segó la vida, eran batalloneros vestidos de rojo", recordó un testigo. Paz Fisher murió a causa de un disparo en la cabeza, nunca se esclareció, por parte del régimen panameño, como tampoco quién disparó contra Paz Fisher “luego del hecho el pentágono aclaró que los soldados, se encontraban perdidos y desarmados; declaraciones que estaban en contra de los testimonios presentados por residentes del local”.[24][25] En el incidente también resultaron heridos un soldado y dos civiles.[cita requerida]
2. El arresto y maltrato del teniente Adam Curtis y su esposa.[cita requerida]

Estos hechos también serían considerados dentro de las causales directas de un futuro plan de invadir Panamá. A la vez, parte de la inteligencia estadounidense empezaba a idealizar un plan que envolvía “ocuparse de Noriega” y eliminar las fuerzas de la defensa. El mismo plan sería denominado más tarde “Operación Causa Justa”. El 20 de diciembre, el presidente de los Estados Unidos, George H. W. Bush, autorizó la operación militar denominada Causa Justa, justificando la invasión con los siguientes motivos: 
1. - Proteger la vida de los ciudadanos estadounidenses que residían en Panamá.
  - Defender la democracia y los derechos humanos en Panamá.
  - Detener a Noriega para enfrentar delitos de narcotráfico.
  - Respaldar el cumplimiento del Tratado Torrijos-Carter.

## Mediaciones secretas
Un documento desclasificado de la CIA mostró que gobiernos vecinos habían negociado con Noriega secretamente intentando convencerlo de renunciar al poder voluntariamente y exiliarse en España; entre los gobernantes mencionados se cuenta a Daniel Oduber y Óscar Arias de Costa Rica, Carlos Andrés Pérez de Venezuela, Alfonso López Michelsen de Colombia y Felipe González de España. Sin embargo, ante las constantes negativas de Noriega y frecuentes fracasos en las negociaciones Estados Unidos estaba escéptico del resultado.

## La acción militar

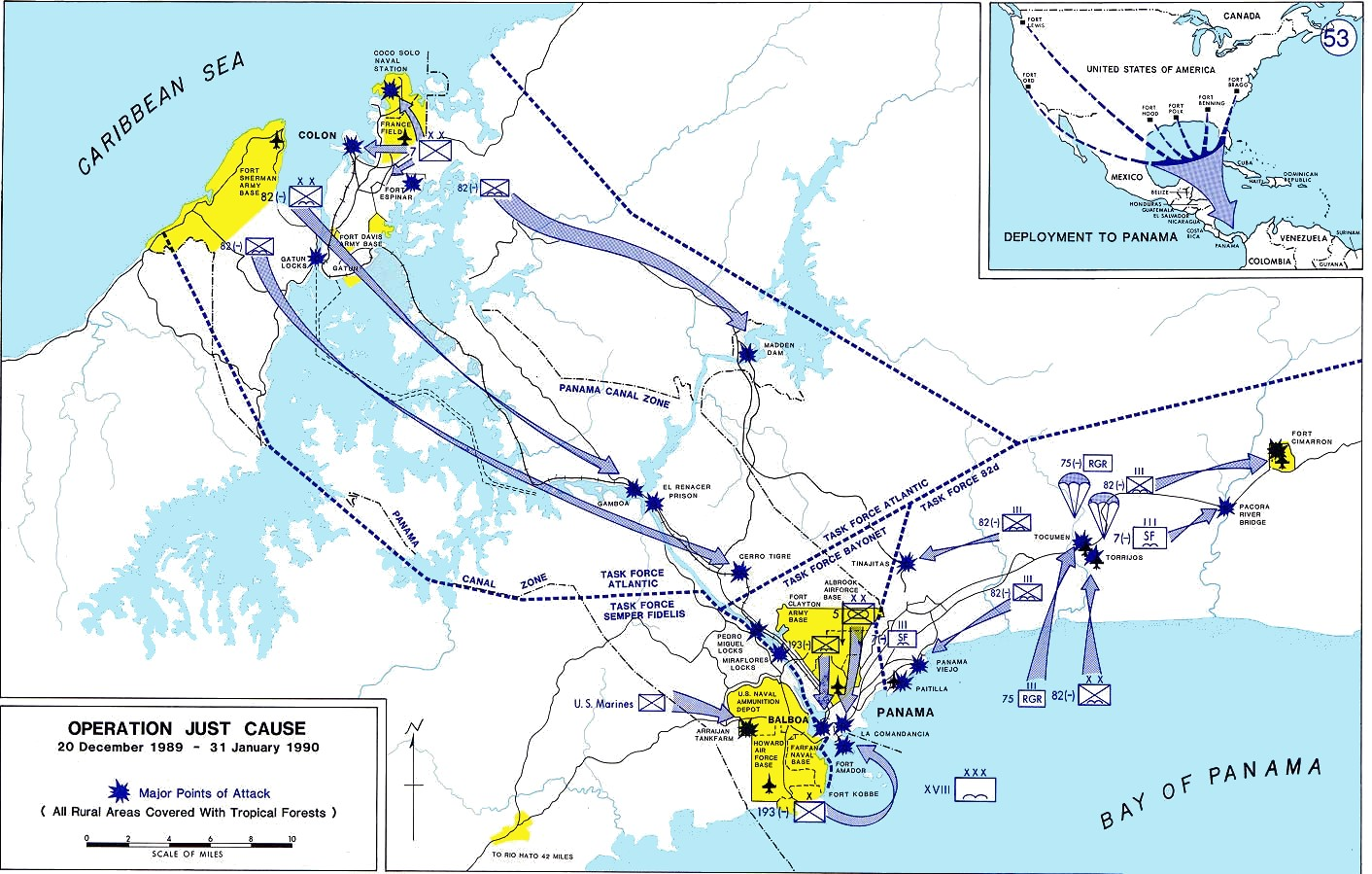
Mapa de la Operación Causa Justa.

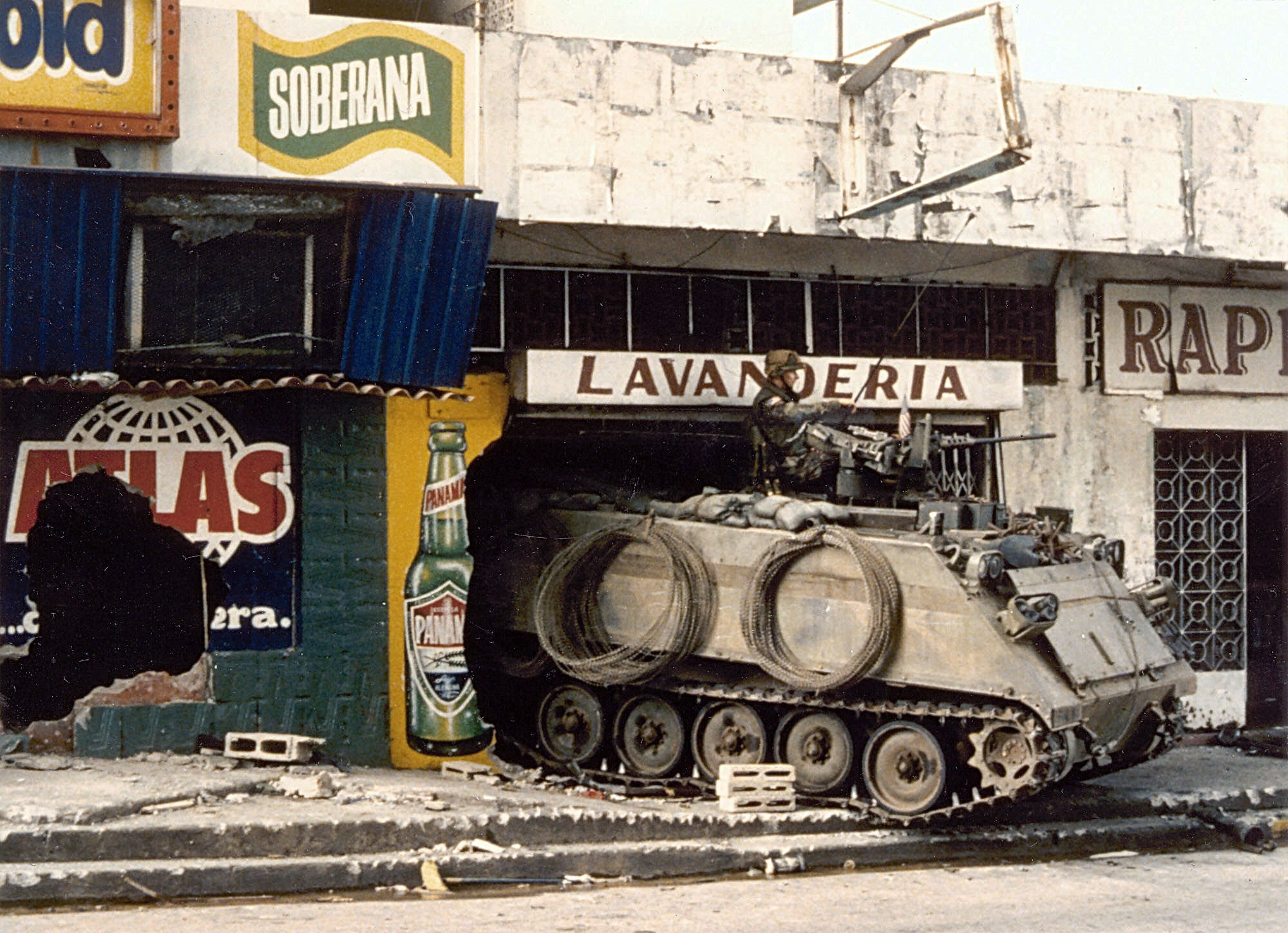
Un M113 estadounidense en Panamá.

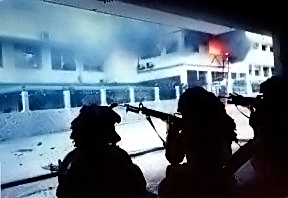
Soldados estadounidenses preparándose para tomar La Comandancia en el barrio El Chorrillo de la Ciudad de Panamá, diciembre de 1989.

Dos días antes del ataque, un soldado estadounidense fue abatido durante un control de carretera frente al Cuartel Central de las Fuerzas de Defensa, lo que fue considerado como el detonante del conflicto.
La invasión estadounidense de Panamá comenzó el 20 de diciembre de 1989 a las 12:46 a. m. hora local. El ataque empezó con el bombardeo de múltiples instalaciones políticas y militares. El objetivo del ataque era anular cualquier respuesta del ejército panameño. 
La operación involucró a 27.684 soldados estadounidenses y más de 300 aeronaves, incluidos los transportes tácticos C-130 Hercules volados por el 317th Tactical Airlift Wing (que estaba equipado con el Sistema de Entrega Aérea en Condiciones Meteorológicas Adversas o AWADS) y el 314th Tactical Airlift Wing, aviones de ataque pesado AC-130 Spectre, aviones de observación y ataque OA-37B Dragonfly, transportes estratégicos C-141 Starlifter y C-5 Galaxy, aviones furtivos de ataque terrestre F-117A Nighthawk volados por el 37th Tactical Fighter Wing y helicópteros de ataque AH-64 Apache. La invasión fue la primera acción de combate para el AH-64, el HMMWV y el F-117A. Las unidades de radar panameñas fueron bloqueadas por dos aviones de guerra electrónica EF-111As del 390º ECS, 366º TFW. Estos aviones fueron desplegados contra los 16.000 miembros de las FDP.
La operación militar comenzó con un asalto a instalaciones estratégicas, como el aeropuerto civil de Punta Paitilla (batalla del Aeropuerto de Paitilla) en la Ciudad de Panamá y una guarnición y aeródromo de las FDP en Río Hato (batalla del Aeródromo de Río Hato), donde Noriega también tenía una residencia. Los SEAL de la Marina destruyeron el avión privado de Noriega y hundieron un cañonero panameño. Una emboscada panameña mató a cuatro SEAL e hirió a nueve. También fueron atacados otros centros de mando militar e instalaciones militares en todo el país (por ejemplo, batalla de Coco Solo o captura del Aeropuerto Omar Torrijos). A la Compañía C del 1.er Batallón (Aerotransportado) 508.º PIR se le asignó la tarea de asegurar La Comandancia, la sede central de las FDP. 

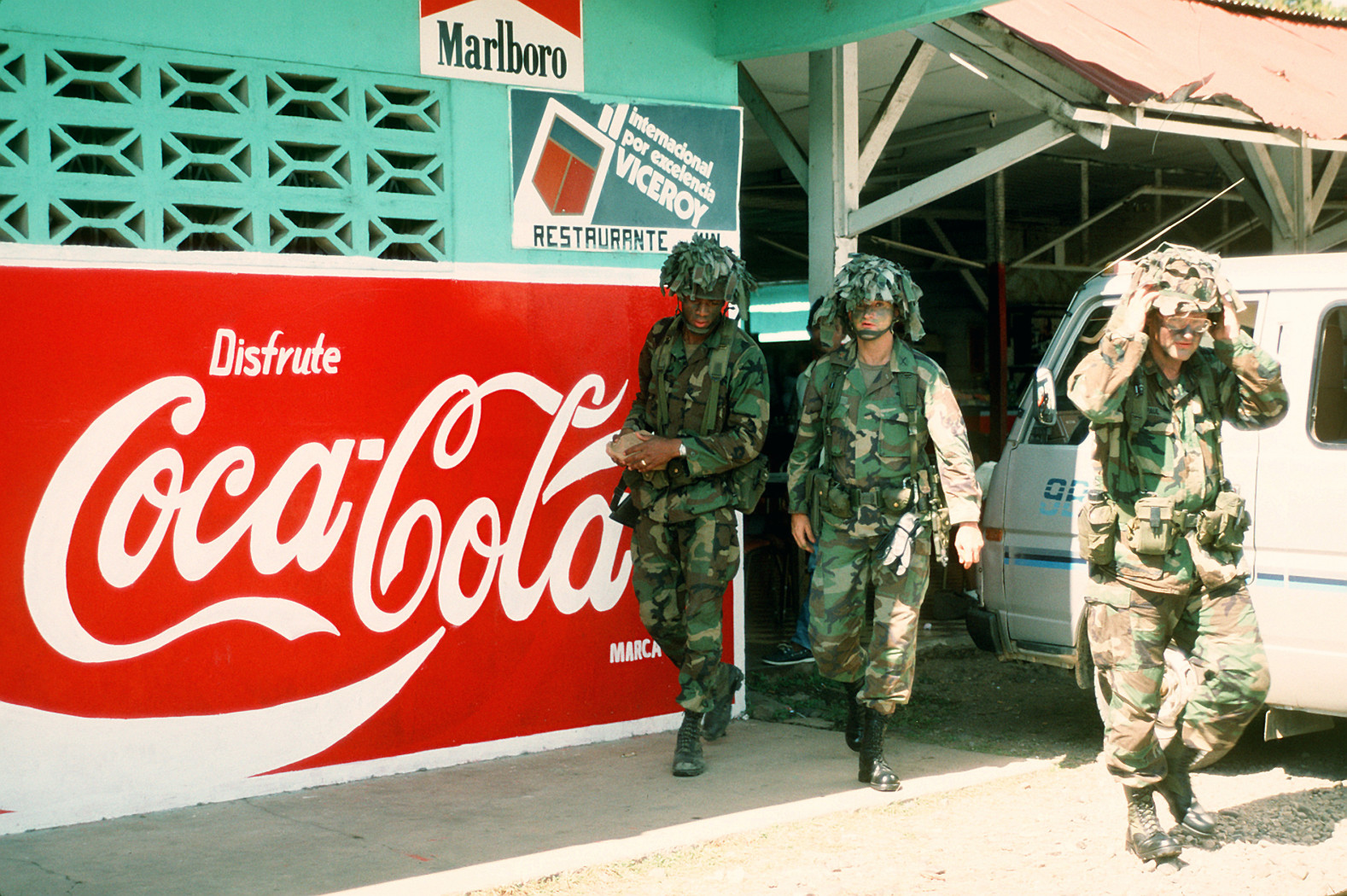
Soldados estadounidenses el 1 de enero de 1990.

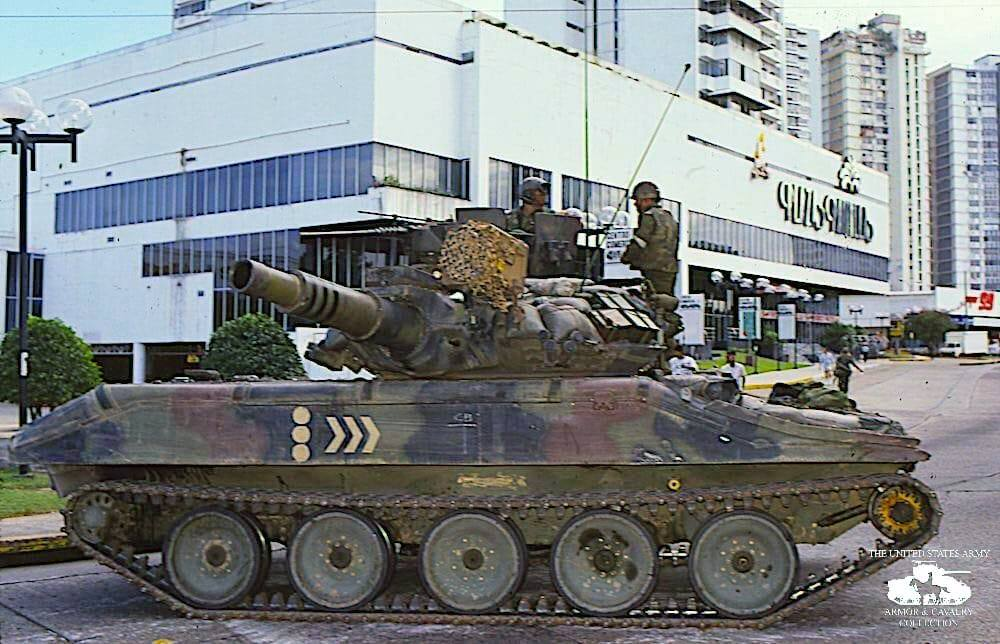
Un tanque M551 Sheridan en Panamá durante la "Operación Causa Justa".

Este ataque desencadenó varios incendios, uno de los cuales destruyó la mayor parte del vecindario adyacente y densamente poblado de El Chorrillo en la Ciudad de Panamá. Durante el tiroteo en La Comandancia, las FDP derribaron dos helicópteros de operaciones especiales y obligaron a un helicóptero MH-6 Little Bird a aterrizar de emergencia en el Canal de Panamá. La primera ronda de ataques en la Ciudad de Panamá también incluyó una redada de operaciones especiales en la prisión Cárcel Modelo (conocida como Operación Gambito Ácido) para liberar a Kurt Muse, un ciudadano estadounidense condenado por espionaje por Noriega.
El Fuerte Amador fue asegurado por elementos del 1.er Batallón (Aerotransportado), 508.º Regimiento de Infantería Paracaidista, 5.ª División de Infantería (Scouts) y 59.ª Compañía de Ingenieros (zapadores) en un asalto aéreo nocturno que aseguró el fuerte en las primeras horas del 20 de diciembre (batalla del Fuerte Amador). El Fuerte Amador era una posición clave debido a su relación con los grandes campos petroleros adyacentes al canal, el Puente de las Américas sobre el canal y la entrada del Pacífico al canal. Elementos clave del mando y control de las FDP estaban estacionados allí. Además, el Fuerte Amador tenía un gran distrito de viviendas estadounidenses que necesitaba ser asegurado para evitar que las FDP tomaran ciudadanos estadounidenses como rehenes. También hubo una incursión al puerto de Balboa.
Esta posición también protegió el flanco izquierdo del ataque a La Comandancia y la seguridad del vecindario El Chorrillos, custodiado por los Batallones de la Dignidad de Noriega. El barrio El Chorrillos fue particularmente incendiado debido a su cercanía con la Comandancia, causando el desplazamiento de alrededor de 2200 familias. Unidades de policía militar de Fort Bragg, Carolina del Norte, se desplegaron mediante un puente aéreo estratégico en la Base de la Fuerza Aérea Howard a la mañana siguiente y aseguraron edificios gubernamentales clave en la Ciudad de Panamá. Los diputados confiscaron armas, vehículos y suministros de las FDP durante registros casa por casa en los días siguientes y llevaron a cabo operaciones de combate urbano contra francotiradores y remanentes del Batallón de la Dignidad durante la semana siguiente. Se produjeron numerosas muertes civiles al ser alcanzados muchos edificios no militares.

## Búsqueda y rendición de Noriega

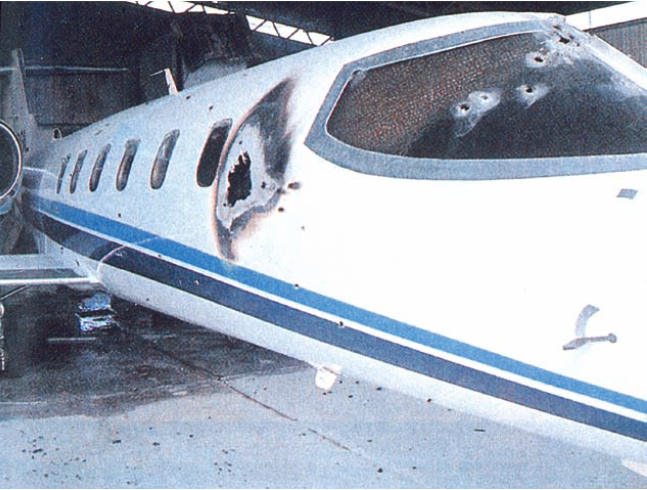
Avión privado Learjet 35A de Manuel Noriega dañado por los SEALs durante la invasión estadounidense de Panamá de 1989.

Manuel Antonio Noriega se refugió en la casa de su amante, pero ante el temor a ser capturado decidió trasladarse a la Nunciatura (embajada) del Vaticano en Panamá para aprovecharse de la protección de la Iglesia. El ejército estadounidense rodeó el edificio y utilizó tácticas de guerra psicológica; el nuncio comenzó una ardua tarea para convencer al dictador de su entrega. Esto se conoció como la Operación Nifty Package. Noriega cedió y el 3 de enero de 1990 se montó en un avión militar rumbo a Miami, donde fue encarcelado, a la espera de juicio.
En la misma jornada de la invasión y en un lugar no revelado, Guillermo Endara, Arias y Guillermo Ford prestaron juramento como presidente, vicepresidente primero y vicepresidente segundo de la República, respectivamente. El 27 de diciembre, un nuevo escrutinio por el Tribunal Electoral de las actas correspondientes al 83,1% de las mesas electorales atribuyó a Endara el 62,5% de los sufragios frente al 24,9% de Duque. Tras esta certificación, el dirigente Arnulfista fue proclamado presidente y su toma de posesión fue validada con carácter retroactivo.El 12 de enero el Pentágono dio por concluida la Operación Causa Justa.
El 9 de abril de 1992 Manuel Antonio Noriega es condenado por ocho cargos de contrabando de drogas y extorsión. Y finalmente el 10 de julio de 1992 es sentenciado a 40 años de prisión. Pasó en prisión o en arresto domiciliario el resto de su vida hasta que murió por un tumor cerebral a los 83 años el 29 de mayo de 2017.

## Reacciones Internacionales

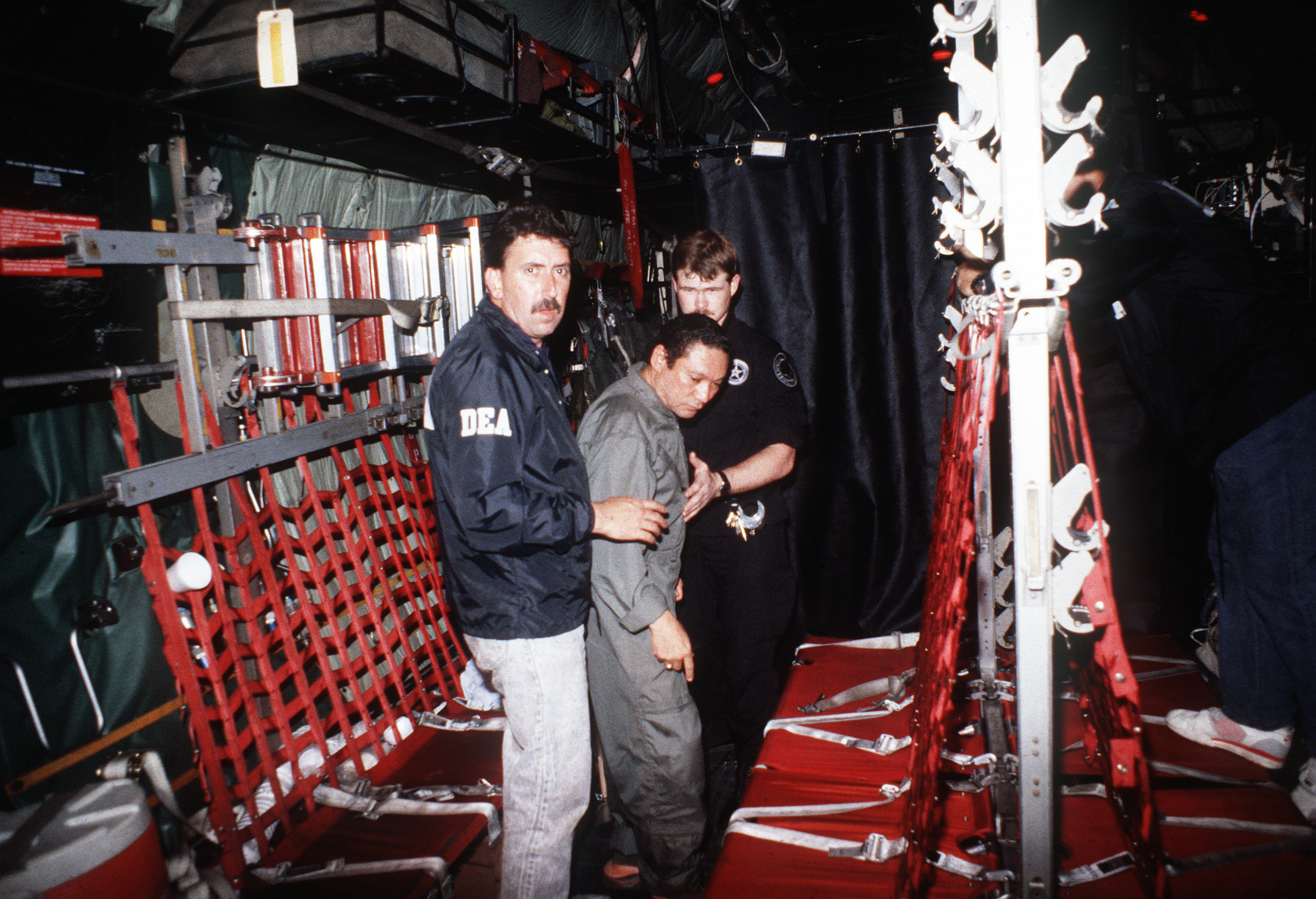
Manuel Noriega custodiado por dos agentes de la Administración de Control de Drogas (DEA) a bordo de un avión de la Fuerza Aérea de los Estados Unidos.

La invasión de Panamá por parte de los Estados Unidos provocó la indignación internacional. Estados Unidos fue denunciado por varios países, que decían que, al invadir Panamá, había cometido un acto de agresión y estaba tratando de ocultar una nueva manifestación de su política intervencionista de fuerza en América Latina. El 29 de diciembre de 1989, la Asamblea General de las Naciones Unidas votó 75 a 20, con 40 abstenciones, para condenar la invasión como una violación flagrante del derecho internacional.
El 22 de diciembre, se aprobó una resolución por parte de la Organización de Estados Americanos que deploraba la invasión y pedía el retiro de todas las tropas estadounidenses de Panamá. También se aprobó otra resolución que condenaba la violación del estatus diplomático de la Embajada de Nicaragua en Panamá por parte de las fuerzas especiales estadounidenses que habían ingresado al edificio. Luego de discutir el tema durante varios días en el Consejo de Seguridad de la ONU, se inició un proyecto de resolución por parte de siete naciones que exigían la retirada inmediata de las fuerzas estadounidenses de Panamá, el 23 de diciembre fue vetado por 3 de los miembros permanentes del Consejo de Seguridad, Francia, Reino Unido y Estados Unidos, el cual citó su derecho a la legítima defensa de los 35 000 estadounidenses presentes en el canal de Panamá.
Perú retiró a su embajador en EE. UU. en protesta por la invasión.
En Rumania, el presidente Nicolae Ceaușescu, que estaba siendo derrocado en una revolución violenta, criticó la invasión como una "agresión brutal".
Las encuestas muestran que el pueblo panameño apoyó abrumadoramente la invasión. Según una encuesta de CBS News, el 92% de los adultos panameños apoyaron la invasión, y el 76% deseaba que las fuerzas estadounidenses hubieran invadido en octubre durante el segundo intento de golpe de Estado. La encuesta se realizó en 158 áreas seleccionadas al azar del país que abarcaban alrededor del 75 por ciento de la población adulta de Panamá. CBS News dijo que el margen de error de muestreo fue de más o menos cuatro puntos porcentuales. Human Rights Watch describió la reacción de la población civil a la invasión como "generalmente comprensiva". Según Robert Pastor, exasesor de seguridad nacional de EE. UU., el 74% de los estadounidenses encuestados aprobaron la acción.
Dieciocho años después de la invasión, la Asamblea Nacional de Panamá declaró por unanimidad el 20 de diciembre de 2007 como día de duelo nacional. La resolución fue vetada por el presidente Martín Torrijos. El 19 de diciembre de 2019, el gobierno panameño declaró el 20 de diciembre como Día de duelo nacional, que se conmemorará bajando la bandera nacional a media asta.
El Washington Post divulgó varias resoluciones de la Oficina de Asesoría Jurídica, emitidas poco antes de la invasión, en relación con la acusación de las fuerzas estadounidenses de realizar un arresto en el extranjero. Una de ellas interpretó una orden ejecutiva que prohíbe el asesinato de líderes extranjeros como una sugerencia de que los asesinatos accidentales serían una política exterior aceptable. Otra resolución concluyó que la Ley Posse Comitatus de 1878, que prohíbe a las fuerzas armadas realizar arrestos sin autorización del Congreso, es efectiva sólo dentro de las fronteras de los EE. UU., de modo que el ejército podría ser utilizado como una fuerza policial en el extranjero, por ejemplo, en Panamá, para hacer cumplir una orden judicial federal contra Noriega.

## Consecuencias

### Civiles

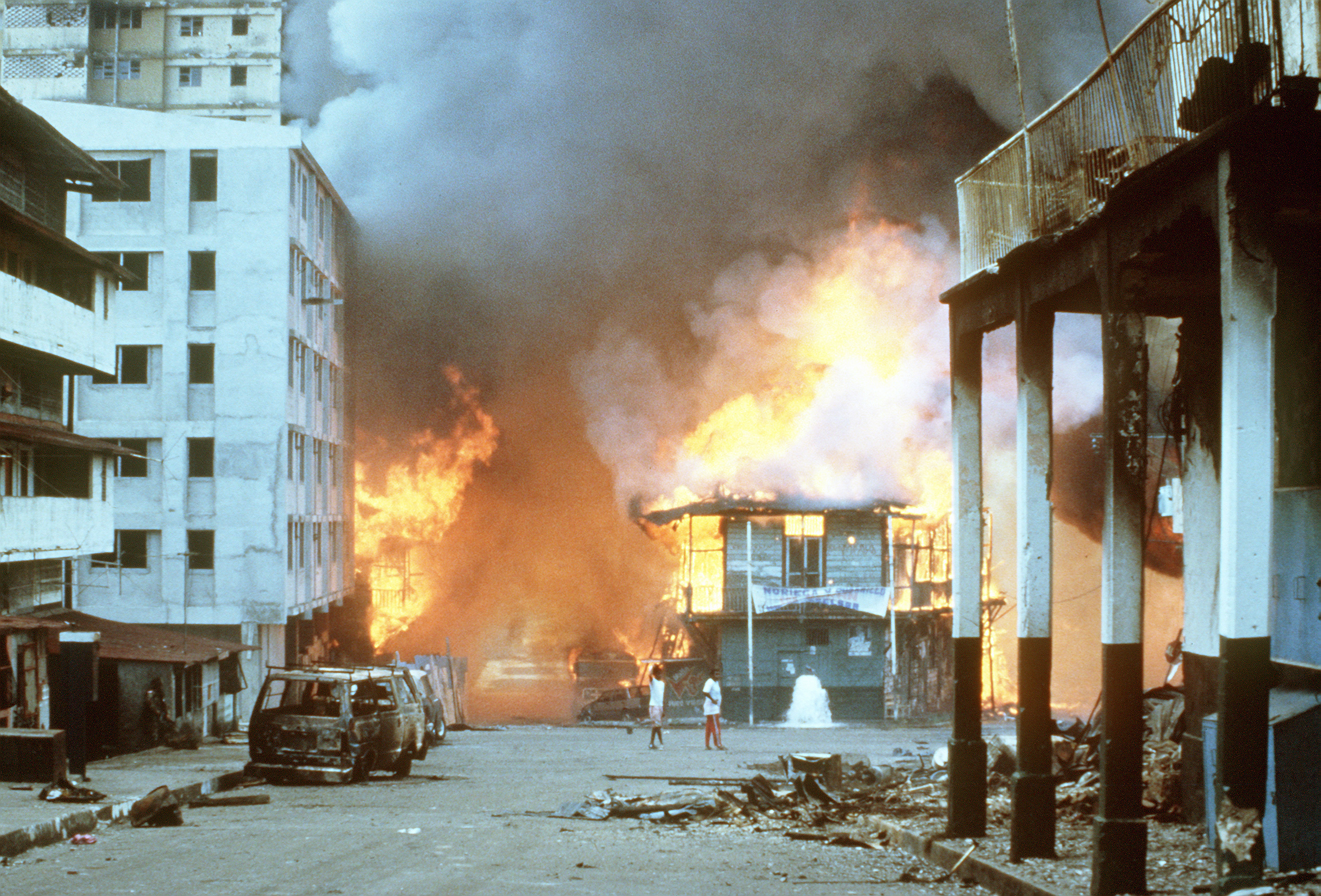
Incendio en El Chorrillo. 20.000 personas fueron desplazadas de sus hogares durante casi dos semanas. A día de hoy se sigue sin conocer el número exacto de muertos.

La Iglesia Católica panameña ha estimado que en la invasión se produjeron 655 muertes por el lado panameño, de las cuales 314 eran militares y 341, civiles. Ellos estiman los heridos en 2 007, de los cuales 124 eran militares panameños. Sin embargo, los datos recabados por el Instituto de Medicina Legal de Panamá registraron 255 muertos y 93 desaparecidos. De los desaparecidos, 39 corresponden a militares y el resto son civiles. Por su parte, el Comité Panameño de Derechos Humanos contabilizó 556 muertos y 93 desaparecidos. Otros organismos, como la Asociación de Familiares de los Caídos el 20 de diciembre de 1989, consideran que las víctimas deben ser alrededor de 4000.
El Comando Sur del Ejército de los Estados Unidos reportó la muerte de 314 militares panameños, 202 civiles de la misma nacionalidad y 23 soldados estadounidenses. De acuerdo con el periodista Bob Woodwards y la cadena de televisión CBS serían un total de 450 panameños los que murieron durante el conflicto.
Según testigos presenciales que trabajan en el Hospital Santo Tomás de la Ciudad de Panamá, miles de heridos fueron trasladados al hospital en los tres primeros días de la invasión y al menos 600 panameños murieron en ese lugar. Otro informe de un responsable del Ministerio Público del gobierno de Noriega señala que hubo más de 2.000 muertos durante la invasión.

### Acontecimiento

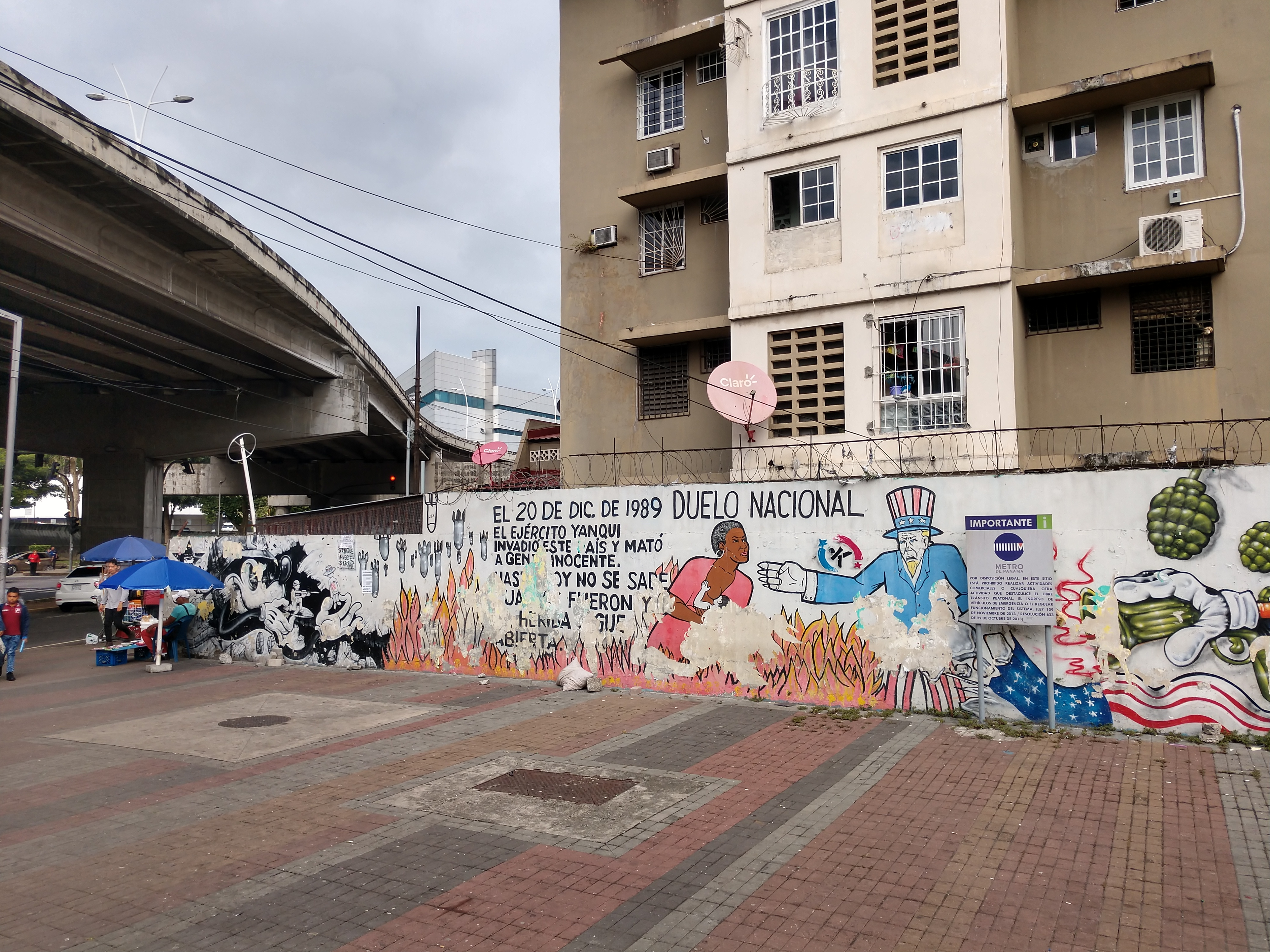
Mural contra la invasión en la estacion del Metro de Panamá 5 de Mayo

La invasión causó daños materiales por la acción militar y una crisis económica producto de las acciones de saqueo al comercio en general por parte de la población temerosa de un desabastecimiento de alimentos y artículos de primera necesidad.
El barrio de El Chorrillo, constituido principalmente por viejos caserones de madera edificados en la época de construcción del canal, fue destruido casi en su totalidad, debido a los incendios producidos por el bombardeo al Cuartel Central. No obstante, existen versiones de que algunos grupos organizados por Noriega conocidos como los Batallones de la Dignidad incendiaron parte de El Chorrillo durante los enfrentamientos.
Otras fuentes indican que fueron militares estadounidenses los que coordinadamente incendiaron las casas en la vecindad del cuartel general.
La organización internacional Human Rights Watch indicó que "la regla de proporcionalidad y la responsabilidad de minimizar la afectación a civiles... no fue observada por las fuerzas invasoras".
El sismógrafo de la Universidad Nacional de Panamá registró 442 explosiones mayores en las primeras 12 horas de la invasión, aproximadamente una cada dos minutos.
Siendo la Policía un componente de las Fuerzas de Defensa, se dejó sin autoridad policial a la ciudad de Panamá, permitiendo el ataque a edificios públicos, escuelas, comercios y hasta viviendas particulares, por parte de delincuentes comunes, hasta que se restaurara la fuerza policial.

### Políticas

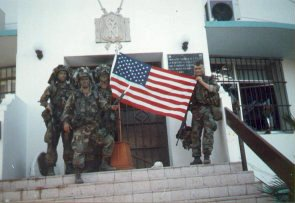
Soldados estadounidenses sosteniendo una bandera estadounidense en La Comandancia.

Noriega fue llevado a Estados Unidos, enjuiciado por el delito de narcotráfico y condenado a 40 años de prisión. También, en Panamá, fue juzgado en ausencia y condenado a 15 años por el asesinato de Hugo Spadafora, 20 años por la Masacre de Albrook y el fusilamiento de miembros de las Fuerzas de Defensa de Panamá, 20 años por la ejecución de Moisés Giroldi, 5 años por delito contra la libertad individual de Humberto Macea y 18 meses por corrupción de funcionarios.
Guillermo Endara, ganador de las elecciones generales en Panamá de 1989, prestó juramento como presidente desde la base militar estadounidense de Fuerte Clayton, dando por terminada la dictadura militar iniciada en 1968 y llevando al país a elecciones democráticas, ejercidas hasta el presente. El documento de juramentación fue firmado por Endara, Ricardo Arias Calderón, Guillermo Ford, y los dirigentes de la Comisión Panameña de Derechos Humanos Osvaldo Velázquez y José Manuel Faúndes, estos dos últimos por ausencia de un juez. Presentes en la juramentación se encontraban también Teresa de Arias, Dora de Ford, el encargado de negocios de los Estados Unidos John Bushnell, la funcionaria de la embajada norteamericana Patricia Perry y varios oficiales militares norteamericanos.
Por medio de reformas constitucionales, Panamá declaró abolido su ejército, se crearon las Fuerzas Públicas de Panamá. El 31 de diciembre de 1999, en fiel cumplimiento a los tratados Torrijos-Carter, se produjo la salida del último soldado estadounidense de territorio panameño y el regreso del territorio de la Zona del Canal al territorio soberano de la República de Panamá.

### En la cultura popular
- The Panama Deception (El engaño de Panamá), un documental ganador del premio Oscar en 1992, narrado por Elizabeth Montgomery.
- Invasión, documental panameño de 2014.
- Call of Duty: Black Ops II, un videojuego de disparos en primera persona de 2012 que presentaba la invasión.

## Legado

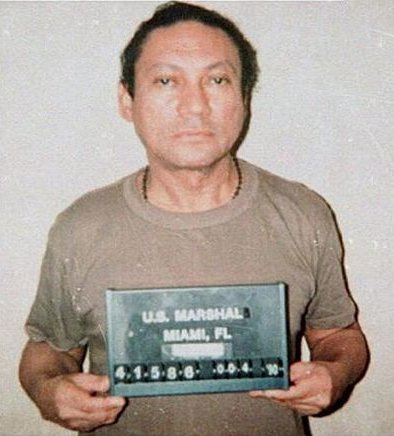
Foto policial de Manuel Noriega tras su rendición a las fuerzas estadounidenses en 1990. Pasó en prisión o en arresto domiciliario el resto de su vida hasta que murió por un tumor cerebral el 29 de mayo de 2017 a los 83 años.

En 2014 el presidente Juan Carlos Varela, declaró por primera vez el 20 de diciembre como día de reflexión nacional, además de crear la Comisión 20 de diciembre de 1989 con la finalidad de dedicar “un tiempo de reflexión en memoria de los compatriotas que perdieron la vida durante la intervención armada a Panamá, como un acto de reafirmación de nuestra soberanía nacional.” La Comisión está conformada por diversos ciudadanos panameños nombrados por el presidente de Panamá y es asistida por voluntarios.
Por otro lado, la Asamblea Nacional de Panamá discute dos proyectos de ley para declarar el 20 de diciembre como día de duelo nacional y memoria de la dictadura con la finalidad de dignificar la fecha y rescatar la memoria de víctimas y familiares.